# Scoop (film uit 2006)
Scoop is een Amerikaanse komische film uit 2006 onder regie van Woody Allen.

## Verhaal
De topjournalist Joe Strombel (Ian McShane) sterft aan een hartinfarct. Wanneer hij door de dood op zijn boot vervoerd wordt naar het dodenrijk, ontmoet hij daar een vrouw die denkt dat ze vergiftigd is. Zij vermoedt dat de zoon (Peter Lyman - Hugh Jackman) van haar baas de gezochte seriemoordenaar The Tarot Killer is en dat ze vermoord werd omdat haar een duidelijke aanwijzing daarvoor in handen was gevallen. Daarop springt Strombel overboord in een poging terug te zwemmen naar het rijk der levenden.
Sondra Pransky (Scarlett Johansson) is een Amerikaanse journalistiekstudente die in Londen verblijft bij de familie van een vriendin. Bij een show van goochelaar Sid Waterman (Woody Allen) wordt ze door hem uitgenodigd op het podium te komen, waarbij hij haar in zijn 'moleculenhusselkist' zal laten verdwijnen. Wanneer Pransky in de gesloten kist staat, verschijnt Strombel aan haar. Voor hij weer in het niets verdwijnt, vertelt hij haar wat hij weet en dat ze het uit moet zoeken. Waterman verklaart haar voor gek wanneer Pransky hem dit vertelt na de show, maar na een nieuwe verschijning van Strombel moet hij het wel geloven. Zich voordoend als iemand anders en Waterman als haar zogenaamde vader, weten de twee binnen te dringen in het leven van de rijke Lyman. Gaandeweg haar zoektocht naar de toedracht van het verhaal, wordt Pransky verliefd op hem. Ondertussen verschijnt Strombel af en aan met nieuwe weetjes.

## Rolverdeling
| Acteur             | Personage      |
| ------------------ | -------------- |
| Scarlett Johansson | Sondra Pransky |
| Hugh Jackman       | Peter Lyman    |
| Woody Allen        | Sid Waterman   |
| Ian McShane        | Joe Strombel   |
| Kevin R. McNally   | Mike Tinsley   |
| Fenella Woolgar    | Jane Cook      |
| Romola Garai       | Vivian         |
| Julian Glover      | Lord Lyman     |
| Charles Dance      | Meneer Malcolm |